# 時世界〜トキセカイ〜/ふわっふわのまほう
「時世界〜トキセカイ〜／ふわっふわのまほう」（トキセカイ/ふわっふわのまほう）は、2012年5月23日にセガから発売されたシングル。

## 概要
テレビアニメ『シャイニング・ハーツ 〜幸せのパン〜』の主題歌シングル。
「時世界〜トキセカイ〜」および「ふわっふわのまほう」は、アミル（伊藤かな恵）、ネリス（相沢舞）、エアリィ（三上枝織）による楽曲。ボーナストラックとしてアミル、ネリス、エアリィによる「ル・クールのふわっふわライフボイス」を各キャラ6種類のバージョンで収録している。初回封入特典にはPSP用ソフト『シャイニング・ブレイド』のアイテム「ソルベエパン」のレシピが書かれたパスワードが付属されている。なおジャケットにはアミル、ネリス、エアリィのイラストが描かれている。

## 収録曲
（全作詞・作曲・編曲：前山田健一）
1. 時世界〜トキセカイ〜
テレビアニメ『シャイニング・ハーツ 〜幸せのパン〜』オープニングテーマ
伊藤曰く「切なくて優しい壮大な雰囲気を漂わせる楽曲」だが、4人といる時間が大切というイメージを崩さないため、サビを明るく歌っている[1]。
2. ふわっふわのまほう
テレビアニメ『シャイニング・ハーツ 〜幸せのパン〜』エンディングテーマ
ジャムパン、コッペパン、食パンなどが歌詞中に登場するレシピ風のかわいい楽曲。相沢は、デモを聴いた時点で印象に残ったため「ジャムパン、コッペパン」のような歌になるという適当な事を三上に告げたが、後日本当にその歌詞で歌う事を知って衝撃を受けたという[1]。なお歌詞中の「ホントのことを知りたくて」は、漂流者を歌っている[2]。初期のエンディングアニメーションでヒロイン三人の目が三白眼になっていたことが、一部で話題になった。
3. 時世界〜トキセカイ〜（Instrumental）
4. ふわっふわのまほう（Instrumental）
5. おはよう
台詞：アミル（伊藤かな恵）
6. おやすみ
台詞：アミル（伊藤かな恵）
7. いってらっしゃい
台詞：アミル（伊藤かな恵）
8. おかえり
台詞：アミル（伊藤かな恵）
9. 誕生日
台詞：アミル（伊藤かな恵）
10. スペシャル
台詞：アミル（伊藤かな恵）
11. おはよう
台詞：ネリス（相沢舞）
12. おやすみ
台詞：ネリス（相沢舞）
13. いってらっしゃい
台詞：ネリス（相沢舞）
14. おかえり
台詞：ネリス（相沢舞）
15. 誕生日
台詞：ネリス（相沢舞）
16. スペシャル
台詞：ネリス（相沢舞）
17. おはよう
台詞：エアリィ（三上枝織）
18. おやすみ
台詞：エアリィ（三上枝織）
19. いってらっしゃい
台詞：エアリィ（三上枝織）
20. おかえり
台詞：エアリィ（三上枝織）
21. 誕生日
台詞：エアリィ（三上枝織）
22. スペシャル
台詞：エアリィ（三上枝織）